# 平滑钩藤
平滑钩藤（学名：Uncaria laevigata）为茜草科钩藤属下的一个种。

## 扩展阅读
- 維基物種上的相關：平滑钩藤